# 真中潤
真中潤（まなか じゅん、1981年10月16日 - ）は、日本の元女性歌手。東京都出身。White Dream所属。所属レコード会社はZAIN RECORDS。

## バイオグラフィー
2005年
- 12月14日 - 1stミニアルバム「Sky High」を通信販売限定でリリース。インディーズデビューを果たす。なお、彼女はインディーズレーベルZAZZYの第1号アーティストである。

2006年
- 1月18日 - 通信販売限定でのリリースから約1ヶ月後、「Sky High」の店頭販売が開始。
- 9月13日 - 1stフルアルバム「UNITY」をリリース。
- 9月21日 - J-POP CAFE渋谷店にて滴草由実との合同ライブを行う。

2007年
- 2月21日 - メジャーデビュー作となる1stシングル「Kissing til i die」をリリース。
- 5月30日 - ビーイング系列の新レコード会社NORTHERN MUSICへの移籍が、レーベルの営業開始まで取り沙汰されていたが、2007年8月現在ビーイングの公式サイトでは彼女の所属はZAIN RECORDSのまま変わっておらず、結局は移籍していない。

## ディスコグラフィー

### シングル
|     | リリース日              | タイトル          | 作者クレジット                                       | 収録曲 |
| 1st | 2007年2月21日 ZACL-4004 | Kissing til i die | - 作詞：真中潤 - 作曲：後藤康二 - 編曲：大島こうすけ | - 01. Kissing til i die - 02. GOLD RUSH - 03.UNITY ~another version~ - 04.Kissing til i die -instrumental- |

### アルバム
|            | リリース日                                               | タイトル | 収録曲 |
| Indies 1st | 2005年12月14日（通信販売） 2006年1月18日（店頭） ZCL-001 | Sky High | - 01.Step you - 02.Fly away - 03.Sky High - 04.かけがえのない存在… - 05.24 - 06.ROUND 4 - 07.Piece of Mine                                          |
| Indies 2nd | 2006年9月13日 ZCL-005                                    | UNITY    | - 01.Perfect - 02.Get The Party - 03.UNITY - 04.Voltage - 05.Last Song - 06.Message - 07.I Love Rock'n Roll - 08.Friends - 09.Memories - 10.Thank U |

## タイアップ一覧
| 楽曲              | タイアップ                                       |
| ----------------- | ------------------------------------------------ |
| Sky High          | テレビ埼玉「AUDITION.TV」1月度エンディングテーマ |
| Kissing til i die | テレビ朝日系アニメ『蒼天の拳』エンディングテーマ |

## ミュージックビデオ
| 監督 | 曲名                              |
| 不明 | 「kissing til i die」「Sky High」 |